# Mur de namako

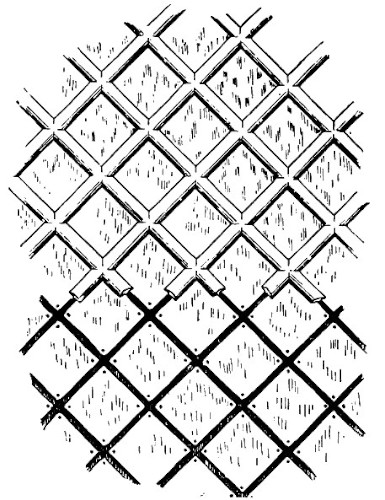
Schéma montrant les tuiles recouvertes et clouées aux quatre coins par les joints et les clous.

Un mur de namako, なまこ壁, 生子壁 ou 海鼠壁 (namako-kabe, litt. « mur concombre de mer ») est un type de recouvrement mural japonais traditionnel utilisé la plupart du temps sur des kura, une sorte d'entrepôt japonais. C'est une méthode de construction dans laquelle des tuiles sont alignées sur la surface du mur et auxquelles on ajoute de la laque dans les joints, dans un motif de grillage blanc. Ils étaient plus situés dans l'ouest du Japon, dans les régions de San'in (en) et de San'yo (en), puis se sont répandus vers l'est du pays au XIXe siècle, principalement dans la péninsule d'Izu.

## Histoire

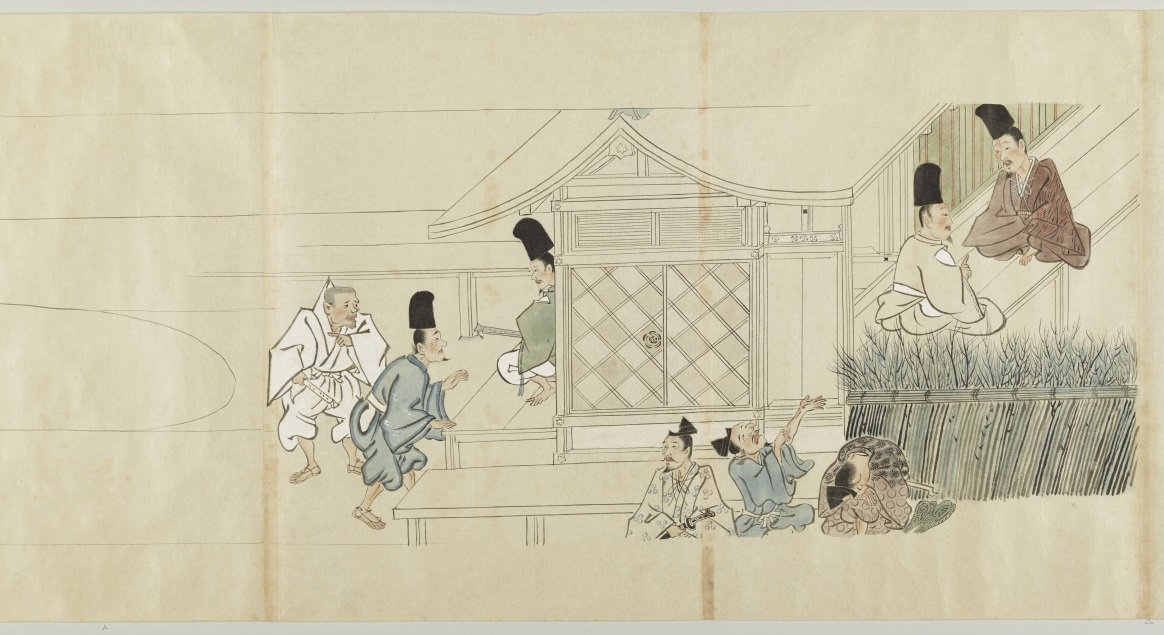
Peinture du XIXe siècle montrant un mur de namako.

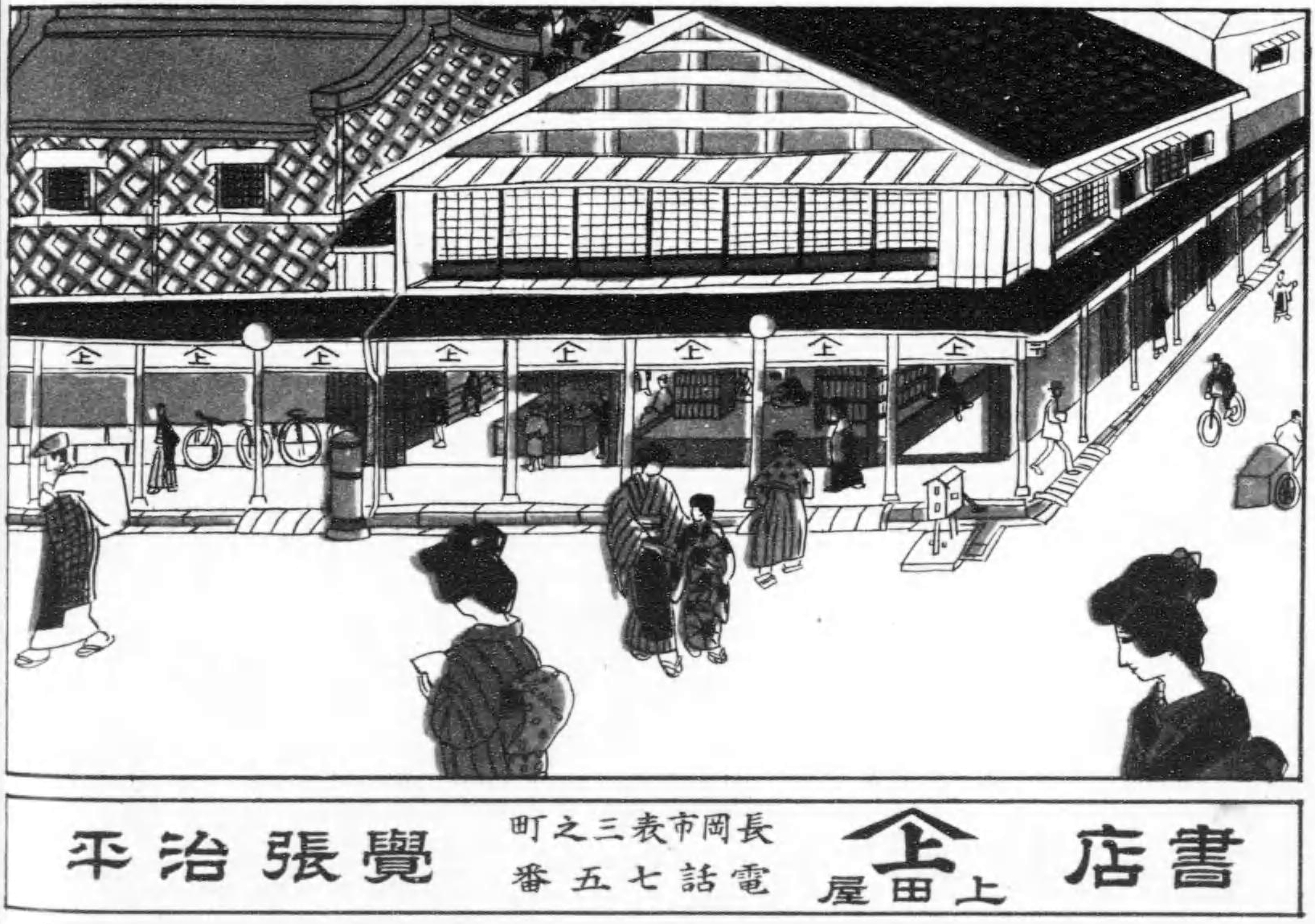
Dessin de 1919 montrant la Gakuhari shoten, une librairie à Nagaoka.

Les premières traces de murs de namako remontent dans les maisons de guerriers dans les régions de San'in et San'yo, dans l'ouest du Japon. La technique était auparavant utilisée seulement dans l'élite guerrière puis s'est répandue dans le domaine civil. Les styles les plus anciens de murs de namako avaient des tuiles placées horizontalement (umanori meji et imomeji), mais se sont avérés inefficaces. D'autres arrangements plus utiles ont été introduits, comme l'alignement diagonal du shihanbari. 
Les murs de namako se sont répandus dans la province d'Izu dans l'époque d'Edo, et étaient monnaie courante jusque dans les années 1920. Pour répondre aux besoins de construction des habitants, de nombreux artisans ont été formés à Matsuzaki et certains ont acquis une grande notoriété, allant même jusqu'à Tokyo ou Osaka. On peut notamment citer Chohachi Irie, plâtrier japonais connu pour ses décorations extérieures et ses figurines. 
Le nom namako fait référence au fait que les joints de plâtre ressemblaient à des concombres de mer.

## Conception et utilisation

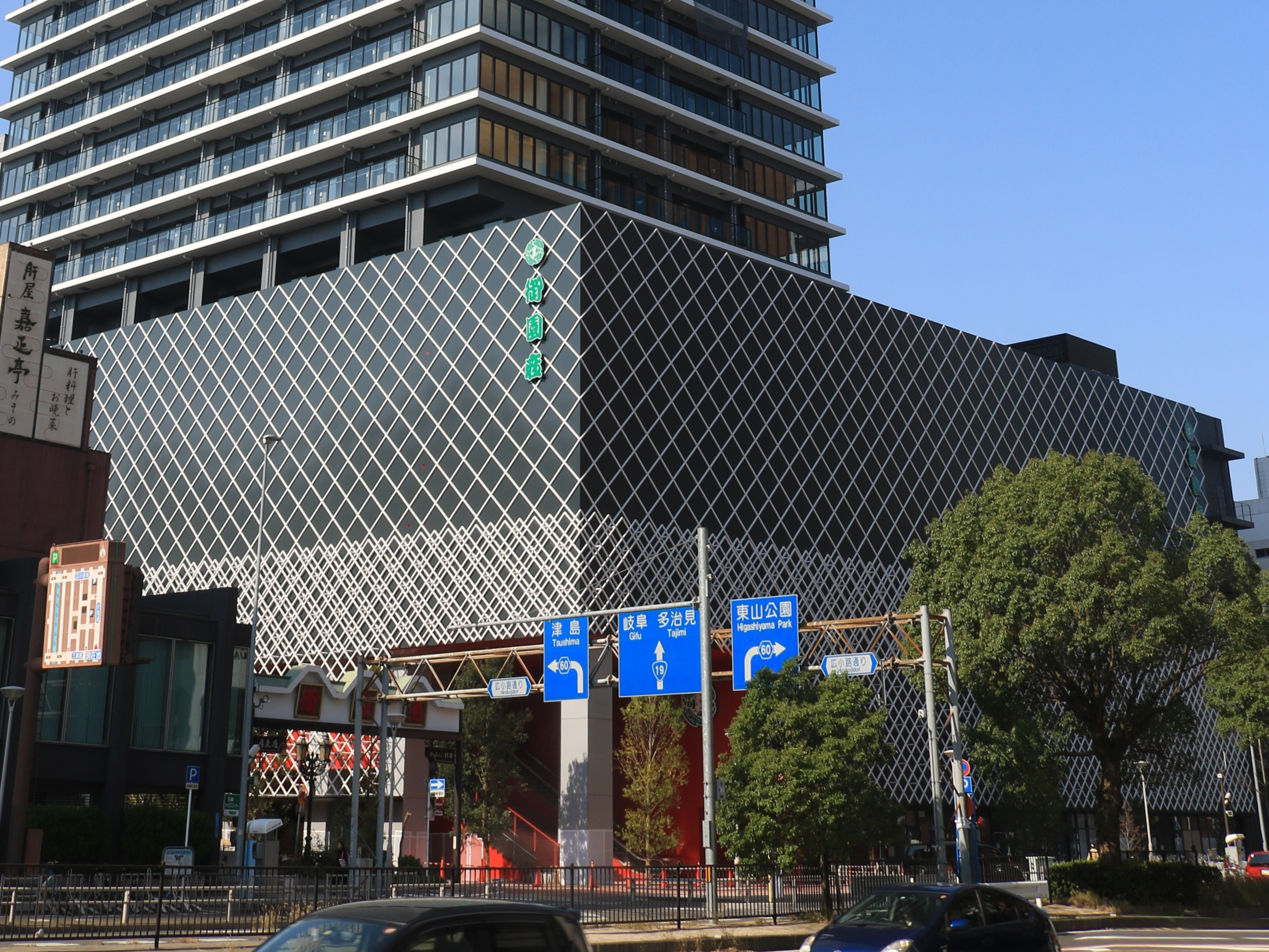
Incorporation moderne du style du mur de namako sur un bâtiment (Nagoya).

Les murs de namako étaient principalement conçus pour contrer les incendies. Les maisons japonaises traditionnelles de l'époque avaient des murs très minces faits de terre et recouverts de minces planches de bois directement exposées à l'extérieur, ce qui les rendait vulnérables aux incendies. Les murs de namako avaient des planches de bois enduites d'épaisses couches de terre et la surface était recouverte de carreaux de charbon de bois gris dont les joints étaient protégés par un laquage blanc épais. Le mur était donc résistant au feu et très isolant contre le froid,. Une autre raison de son utilisation était de protéger l'entrepôt de l'érosion et des dommages de la pluie : les murs étaient donc érigés à la base des kura pour imperméabiliser la structure et faire baisser l'humidité,.
Ils étaient utilisés pendant l'époque d'Edo (1603-1867) dans la région de la péninsule d'Izu, surtout à Matsuzaki, devenu le centre de la culture du mur de namako à l'époque. Matsuzaki subissait de forts vents hivernaux qui causaient souvent de grands incendies, d'où l'importance du mur de namako comme isolant. Cependant, ce type de mur était plutôt coûteux et seuls les plus fortunés pouvaient se procurer cette innovation, qui était en priorité appliquée à leurs entrepôts (kura). Pendant la période Meiji (1868-1912), l'industrie de la soie s'est rapidement développée à Matsuzaki, et les habitants étaient donc devenus assez fortunés, ayant construit plusieurs murs de namako dans les années 1900 et 1910. Pendant la même période, alors que le Japon commençait à importer beaucoup de traditions occidentales, les murs de namako ont été utilisés par plusieurs habitants pour reproduire le style brique et mortier des maisons occidentales.

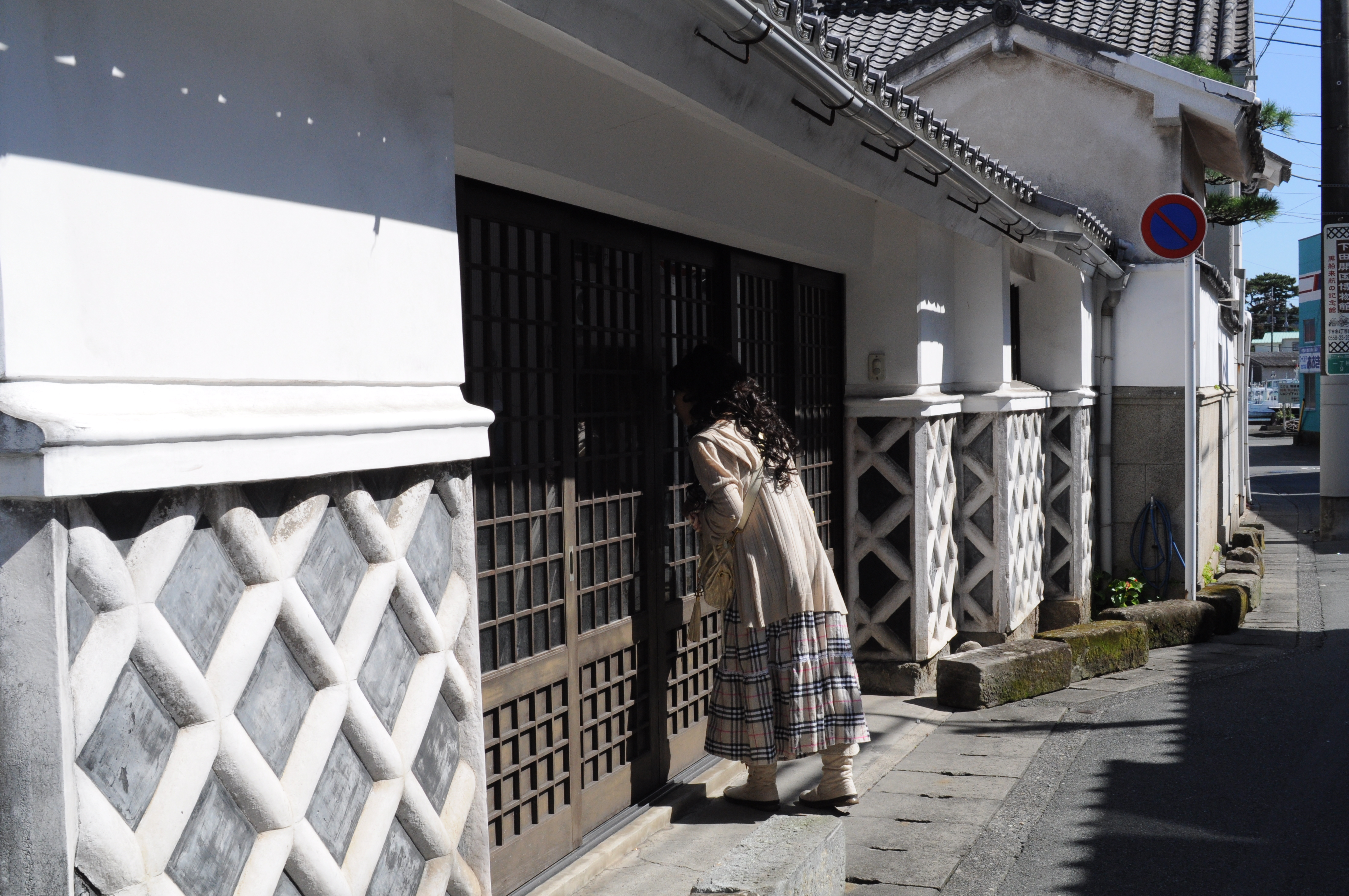
Maison traditionnelle au mur de namako.
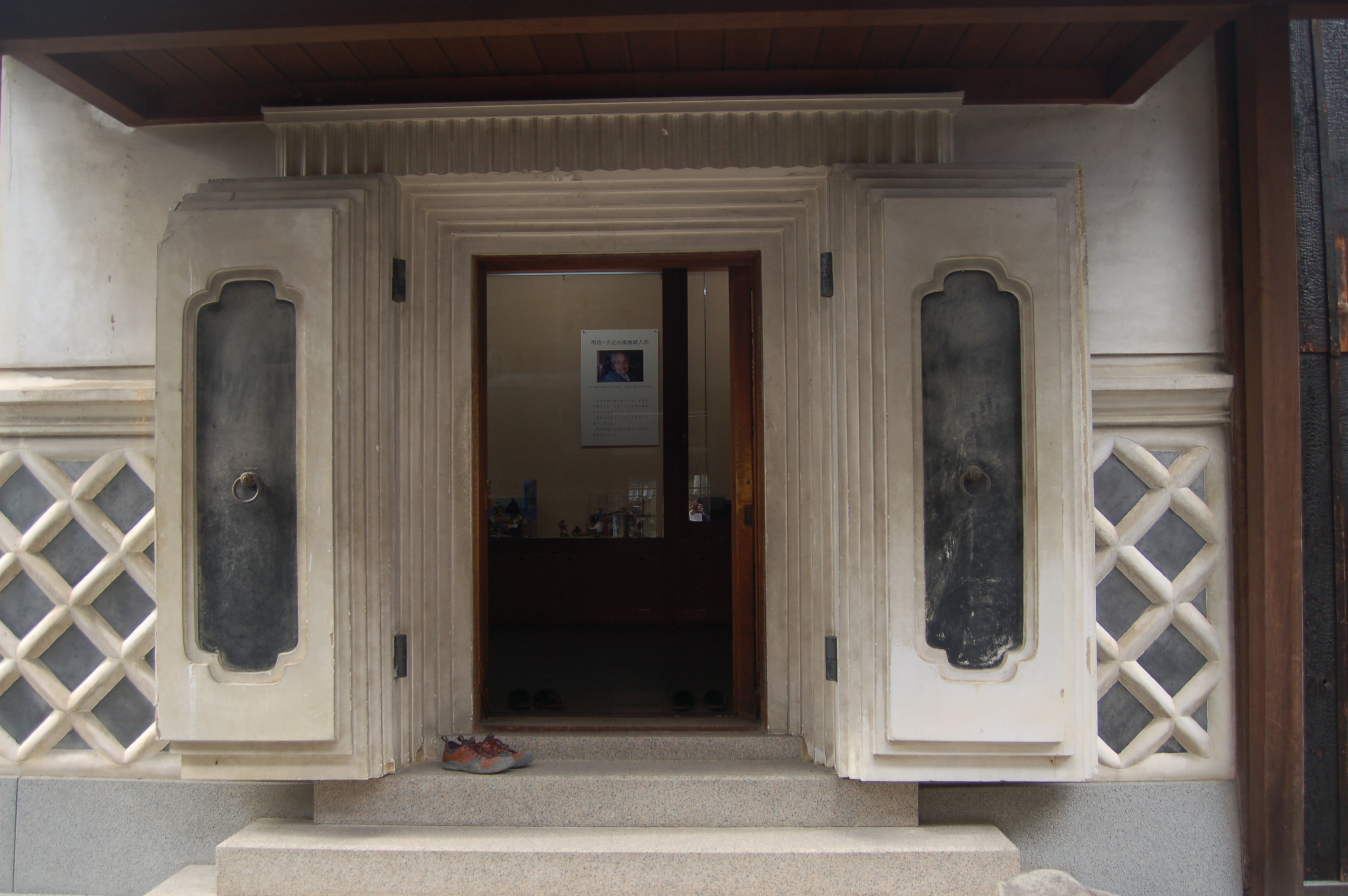
Kura avec un mur de namako.
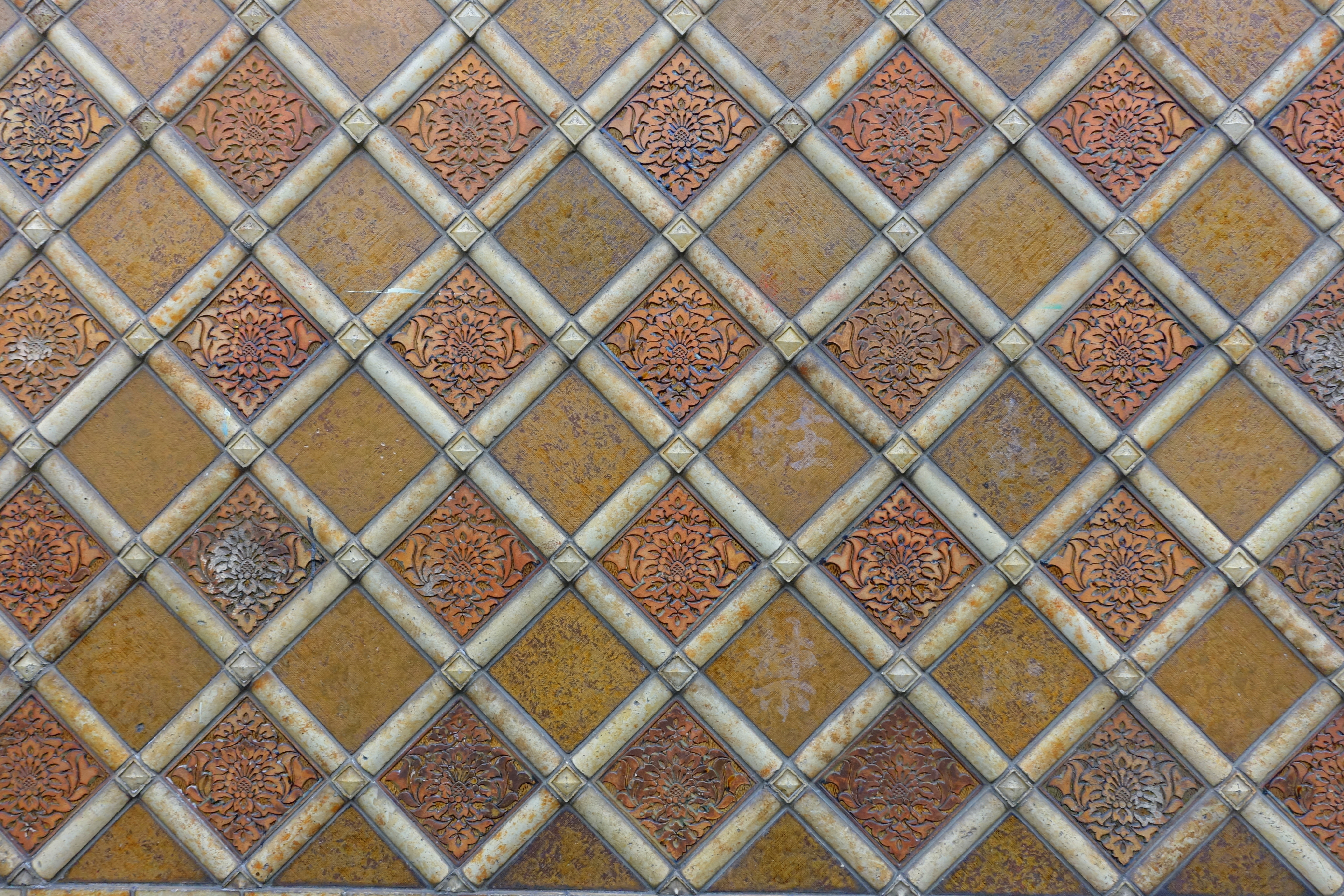
Tuileries du théâtre de Ponto-chō à Kyoto.
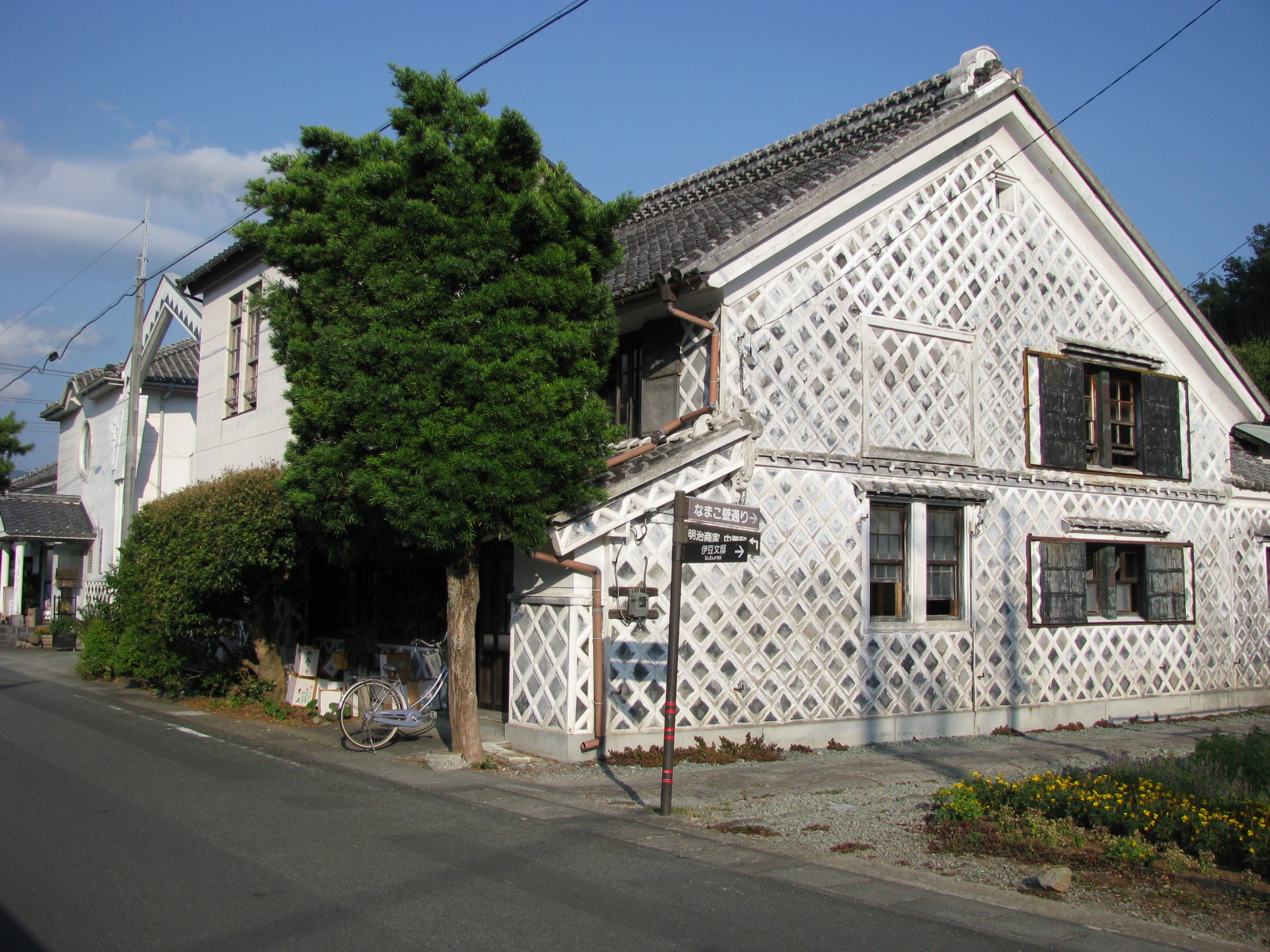
Maison dont un pan entier est recouvert de tuiles dans un style namako à Matsuzaki.

## Patrimoine

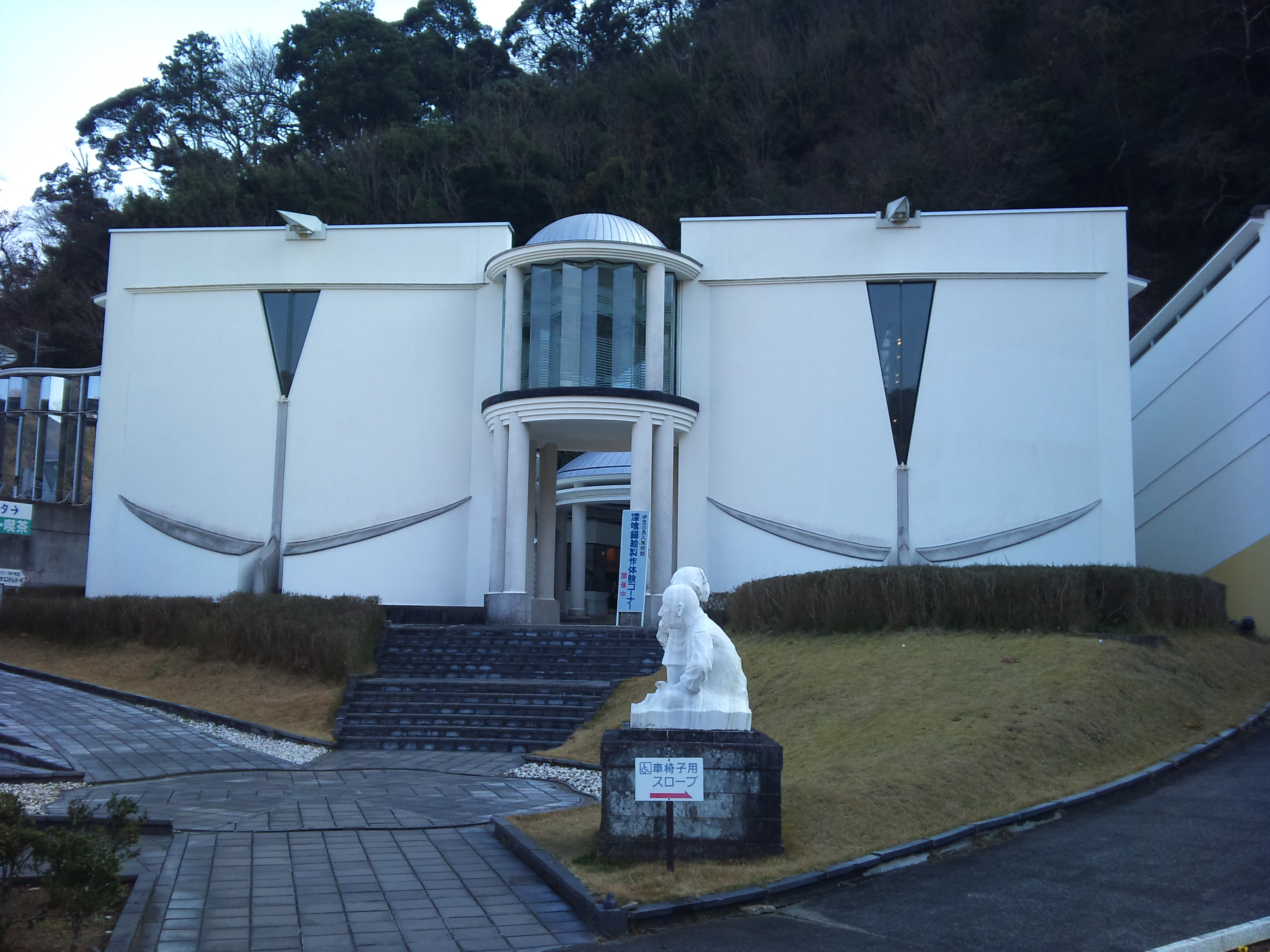
Le musée Chohachi.

À Matsuzaki se trouvent quelques dizaines d'habitations aux murs de Namako, principalement sur la rue Namako-kabe. Une des maisons notables est celle de la famille Yoda, éminente famille dans la ville pendant l'époque Meiji, située à la jonction des rivières Naka et Iwashina, ainsi que son kura bien préservé. Un musée consacré à Irie est situé dans la ville, le musée d'art Chohachi d'Izu (ja). L'Izubun-tei, construit en 1910, est une grande propriété, autrefois celle d'un marchand de kimonos, mais devenue propriété de la municipalité. Il est accessible gratuitement. Un peu plus loin du centre-ville se trouve la ville de Yamaguchi, à l'intérieur de celle d'Iwashina (ja) et où il y a la plus grande concentration de murs de namako dans la ville.